# Оселе
Оселе (швед. Åsele) — містечко (tätort, міське поселення) у північній Швеції в лені  Вестерботтен. Адміністративний центр комуни  Оселе.

## Географія
Містечко знаходиться у південній частині лена  Вестерботтен за 540 км на північ від Стокгольма.

## Історія
У 1959 році Оселе отримало статус чепінга.

## Герб міста
Торговельне містечко (чепінг) Оселе отримало герб королівським затвердженням 1955 року. 
Сюжет герба: у червоному полі золота голова північного оленя анфас, над нею — така ж квітка латаття.
Північний олень символізує місцеву фауну, а латаття — флору. Квітку було додано для відрізнення цього герба від символу Естерсунда, у якому зображена анфас голова лося.
Після адміністративно-територіальної реформи, проведеної в Швеції на початку 1970-х років, муніципальні герби стали використовуватися лишень комунами. Цей герб був 1971 року перебраний для нової комуни Оселе. 

## Населення
Населення становить 1 672 мешканців (2018).

## Спорт
У поселенні базується футбольний клуб Оселе ІК.

## Галерея

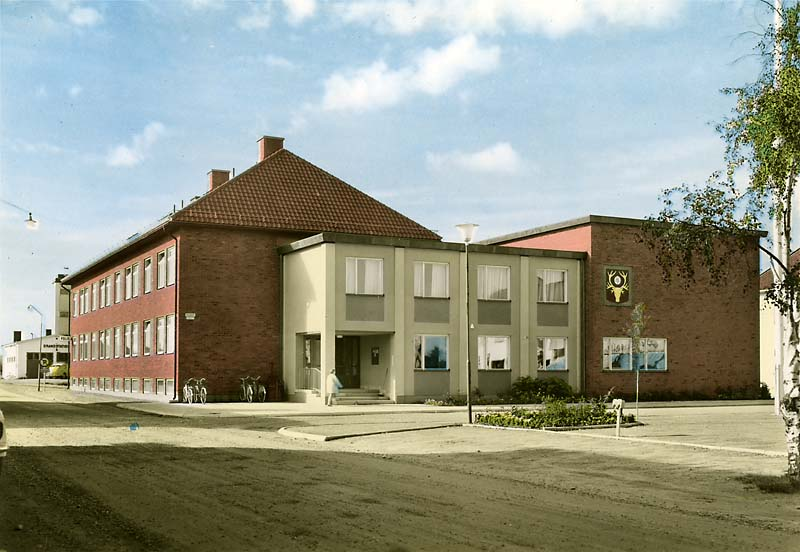
Управа комуни
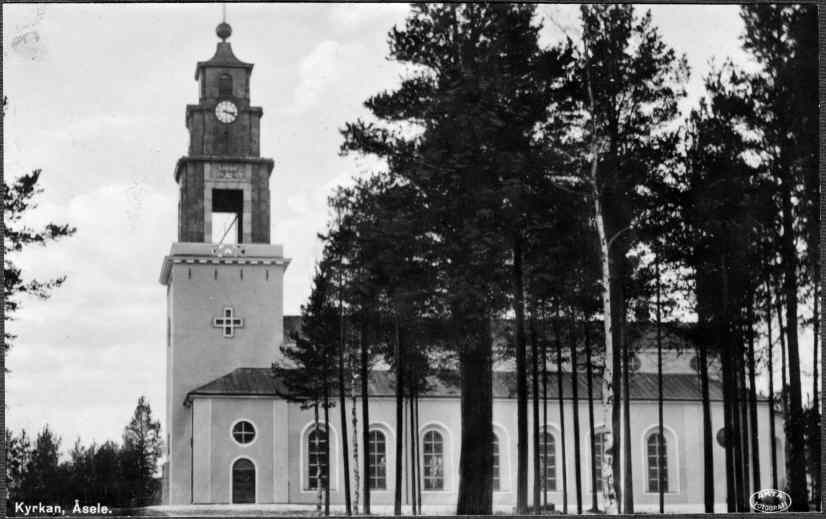
Церква
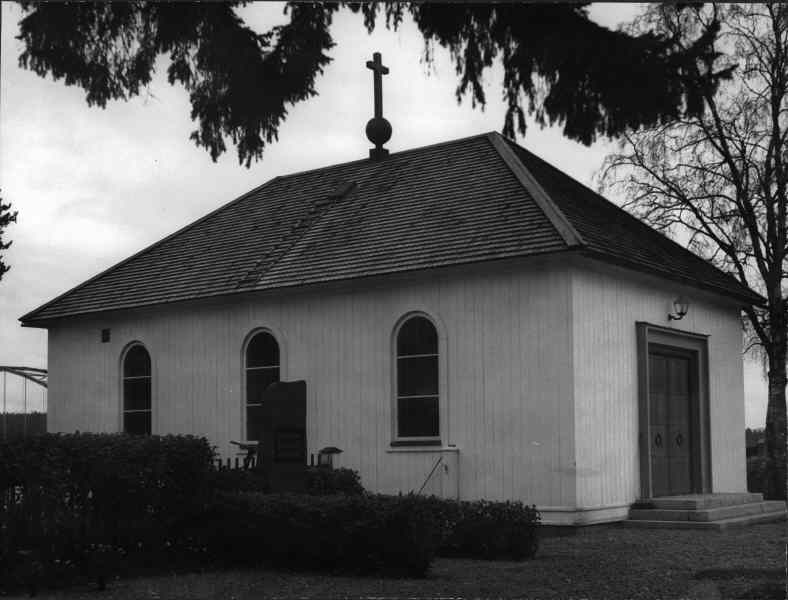
Каплиця

## Покликання
- Сайт комуни Оселе